# Hendrik Gerhard Niezink
Hendrik Gerhard Niezink (Wierden, 4 september 1914 – Groningen, 5 januari 2009) was een Nederlands politicus van de CHU.
Hij was volontair bij de gemeente Almelo voor hij begin 1935 benoemd werd tot 2e ambtenaar bij de gemeentesecretarie van Oldehove. Later werd hij gemeentesecretaris van Genemuiden en in februari 1947 keerde hij terug naar Oldehove in verband met zijn benoeming tot burgemeester van die gemeente. Na ruim 32 jaar die functie te hebben vervuld ging hij in oktober 1979 met pensioen. Niezink overleed begin 2009 op 94-jarige leeftijd.